# Мільйонер (фільм, 2012)
«Мільйонер» — кінофільм режисера Сергія Чекалова, що вийшов на екрани в 2012 році.

## Зміст
Перед талановитим випускником архітектурного інституту Кирилом Макаровим відкривається прекрасна перспектива. Мало того, що він сповнений ідей і планів, так на додачу ще й наречений Віки Бруневської – практичної красуні, доньки дуже впливової людини. Та, як це буває у людей творчих, побоювання, що ним будуть намагатися керувати впливові родичі, змушують Кирила змінити свої плани щодо майбутніх заручин. Він починає будувати своє життя за власним проектом і кладе в його основу принцип «3, 2, 1» – у три зміни, двома руками, за одну зарплату. Через десять років, після критичного аналізу свого життя, він із сумом згадає про минуле і захоче все змінити. Й одного разу опівночі, за нового місяця, він отримає таку можливість.

## Ролі
| Актор               | Роль        |
| ------------------- | ----------- |
| Андрій Кузічев      | -           |
| Юлія Галкіна        | -           |
| Карина Андоленко    | -           |
| Людмила Курепова    | -           |
| Михайло Тарабукін   | -           |
| Софія Письман       | -           |
| Сергій Романюк      | Бруневський |
| Олексій Вертинський | -           |
| Олексій Богданович  | -           |
| Ярослав Гуревич     | -           |

## Знімальна група
- Режисер — Сергій Чекалов
- Сценарист — Марина Меднікова, Ольга Соловйова, Ольга Ташликова
- Продюсер — Юрій Мінзянов, Влад Ряшин, Дмитро Мінзянов
- Композитор — Олесь Коровниченко